# Músculo pectoral mayor
El músculo pectoral mayor ([TA]: Musculus pectoralis major) es un músculo superficial, plano, ubicado en la región anterosuperior del tórax.
Se origina en la mitad medial del borde anterior de la clavícula, cara anterior del esternón, 6 primeros cartílagos costales y aponeurosis del oblicuo externo, para luego insertarse en el labio externo o lateral de la corredera bicipital (también conocida como surco intertubercular) del humero.
Está inervado por los nervios pectorales medial (C8 y T1) y lateral (C5, C6 y C7), que tienen origen en el plexo braquial. La piel que recubre este músculo está inervada por T2 a T6.
Su irrigación está dada por las ramas pectorales de la arteria toracoacromial, proveniente de la arteria axilar.
Y sus fibras inferiores reciben ramas perforantes las arterias intercostales
El músculo se encuentra cubierto por el tejido subcutáneo y la piel. En el caso de las mujeres, encontramos inmediatamente anterior la glándula mamaria.

## Función
Dentro de sus funciones podemos encontrar la rotación medial del hombro, flexión del hombro, extensión del hombro desde la flexión y aducción del hombro, siendo esta última su función principal. Además, por la disposición de sus fibras, mediante una acción pasiva puede realizar una inspiración de forma accesoria, al levantar los brazos.

## Ruptura
El músculo pectoral puede romperse por dos causas:
- traumatismo directo contra una superficie dura con impacto de gran energía
- traumatismo indirecto, como el que se produce en el jugador de balonmano que va a lanzar el balón y el defensa le frena bruscamente para impedir el disparo.
Cuando se produce la rotura muscular aparece gran dolor en el tórax y brazo, impotencia funcional (no se pueden realizar los movimientos propios del músculo), equimosis (hematoma), edema y pérdida del perfil del músculo en el borde axilar de la región pectoral, se forma una hendidura.

## Diagnóstico
- Exploración clínica: En ella se comprueba que existe impotencia a la rotación interna del brazo contra resistencia.
- Pruebas complementarias: Ecografía y resonancia magnética.

## Tratamiento
El tratamiento siempre ha de ser quirúrgico, realizando la fijación del tendón en su zona de inserción en el húmero. Esta fijación se puede realizar por sutura directa practicando pequeños orificios en el húmero y pasando el hilo de sutura por los mismos para luego realizar el anudado o mediante el uso de arpones de anclaje que se fijan al húmero.

## Entrenamiento
Al tratarse del más grande de ambos músculos pectorales (músculo pectoral mayor y Músculo pectoral menor) se debe entrenar de forma constante e intensa, sin embargo, el tendón común de todos los fascículos tiende a estresarse y sufrir sobrecarga muy fácilmente, lo que condicionará uso de músculos accesorios como el deltoides. El entrenamiento siempre dependerá de las intenciones que se busquen, ya sea volumen y/o definición, sin embargo, las consideraciones de solicitación biomecánica deben ser acordes a las limitantes funcionales de cada individuo.

## Ejercicios
1. Press de banca (con barra o mancuernas)
2. Cruce de poleas
3. Fondos en paralelas
4. Flexiones